# Deklaranten
Deklaranten (auch Kreuzzeitungs-Deklaranten) wurden mehrere Mitglieder der Konservativen Partei in Preußen genannt, die öffentlich gegen eine Äußerung Otto von Bismarcks im Reichstag am 9. Februar 1876 protestierten. Die Konservative Partei trug schon vordem die nicht offizielle Bezeichnung Kreuzzeitungspartei.
Bismarck hatte im Reichstag behauptet, jeder, der die Kreuzzeitung halte und bezahle, beteilige sich indirekt an der Lüge und Verleumdung, deren sich die Zeitung 1875 schuldig gemacht habe. Die Zeitung hatte den höchsten Beamten des Reiches (Bismarck, Camphausen und Rudolph von Delbrück) in mehreren Artikeln die Beteiligung an Gründerspekulationen vorgeworfen.